# جدل (بعدان)

تعديل مصدري - تعديل

جدل محلة تابعة لقرية عبل، التابعة لعزلة دلال بمديرية بعدان إحدى مديريات محافظة إب في الجمهورية اليمنية، بلغ تعداد سكانها 21 حسب تعداد اليمن لعام 2004.